# Дмитриевка (Приморский край)
Дми́триевка — село в Черниговском районе Приморского края. Административный центр Дмитриевского сельского поселения.

## География
Село Дмитриевка стоит на левом берегу реки Дмитриевка (правый приток Илистой).
Село Дмитриевка находится к северу от районного центра Черниговка, на автотрассе «Уссури». Расстояние до Черниговки около 8 км.
От села Дмитриевка на восток идёт дорога к селу Меркушевка.

## Население
| 1900 | 1912  | 1926  | 2002  | 2008  | 2010  | 2021  |
| ---- | ----- | ----- | ----- | ----- | ----- | ----- |
| 1058 | ↗1798 | ↗2410 | ↘1784 | ↗1881 | ↘1600 | ↘1302 |

По данным переписи 1926 года по Дальневосточному краю, в населённом пункте числилось 441 хозяйство и 2410 жителей (1268 мужчин и 1142 женщины), из которых преобладающая национальность — украинцы (403 хозяйства).

## Улицы
| - ул. Колхозная 1-я, - ул. Колхозная 2-я, - ул. Красноармейская, - ул. Ленинская, - ул. Майская, | - ул. Мира, - ул. Онищенко, - ул. Партизанская, - ул. Советская, - ул. ТОР Михайловский. |

## Экономика
Жители занимаются сельским хозяйством.

## Известные уроженцы
- Пузыркин, Яков Афанасьевич (1915—2002) — советский военачальник, полковник, Герой Советского Союза.